# Campana (l'Aleixar)
La Campana és una muntanya de 384 metres que es troba entre els municipis de l'Aleixar i Maspujols, a la comarca catalana del Baix Camp.